# Bajki Natalki
Bajki Natalki – album muzyczny dla dzieci, na który złożyły się dwie bajki (Żabbing i Pan Koń) autorstwa Jerzego Dąbrowskiego (1933-1992) – bajkopisarza, poety, satyryka i dziennikarza Polskiego Radia.
Teksty Dąbrowskiego zostały zaaranżowane przez Jarosława Kukulskiego do muzyki jego autorstwa. Reżyserem całości był Krzysztof Kolberger.
Album nagrano w 1987 roku w Studiu 12 Polskich Nagrań. Główną i tytułową wykonawczynią była jedenastoletnia wówczas córka Jarosława Kukulskiego, Natalia. W nagraniu wzięli udział również popularni polscy aktorzy, w tym Irena Kwiatkowska w roli Ciotki Rechotki oraz Jan Kobuszewski jako Pan Koń. Natalii Kukulskiej towarzyszył także zespół dziecięcy „Gawęda”.
Album ukazał się w 1988 roku nakładem Polskich Nagrań „Muza” w postaci płyty gramofonowej (nr kat. SX 2542) oraz kasety magnetofonowej (nr kat. CK-641). 4 grudnia 2002 roku ukazało się wznowienie albumu w postaci płyty kompaktowej (nr kat. PNCD622) i w nowej szacie graficznej.
Płyta Bajki Natalki jako pierwsza w historii polskiej fonografii zdobyła status platynowej.

## Lista utworów
Opracowano na podstawie reedycji CD z 2002 roku. W wydaniu z 1988 roku poszczególne ścieżki na płycie gramofonowej nie były podpisane. Na stronie A znajdowała się bajka „Żabbing, czyli jak Kumka z Gumką jogging uprawiały”, a na stronie B „Pan Koń, czyli bajki dla źrebiąt”.
„Żabbing, czyli jak Kumka z Gumką jogging uprawiały”

„Pan Koń, czyli bajki dla źrebiąt”
| 13. | „Jak powstała ta bajka”    | 00:51 |
|     |                            |       |
| 14. | „Pan Koń” (piosenka)       | 02:59 |
|     |                            |       |
| 15. | „Pan Koń na imieninach”    | 02:02 |
|     |                            |       |
| 16. | „Dyskoteka”                | 02:11 |
|     |                            |       |
| 17. | „Pan Koń na zawodach”      | 01:55 |
|     |                            |       |
| 18. | „Pan Koń w teatrze”        | 02:20 |
|     |                            |       |
| 19. | „Prośba dzieci” (piosenka) | 03:29 |
|     |                            |       |
| 20. | „Słoń i Pan Koń”           | 02:00 |
|     |                            |       |
| 21. | „Marzenia Pana Konia”      | 01:42 |
|     |                            |       |
| 22. | „To już bajki koniec”      | 02:01 |
|     |                            |       |
|     |                            | 21:30 |
|     |                            |       |

## Twórcy
Opracowano na podstawie materiału źródłowego

### Autorzy
- tekst – Jerzy Dąbrowski
- muzyka – Jarosław Kukulski
- reżyseria – Krzysztof Kolberger

### Wykonawcy
występują
- Irena Kwiatkowska
- Anna Seniuk
- Janusz Gajos
- Jan Kobuszewski
- Krzysztof Kolberger

oraz
- Natalia Kukulska

której towarzyszą:
- Anna Piąstka, Monika Steckiewicz, Adam Świderski, Michał Szubarga

- Zespół „Gawęda” pod kierownictwem artystycznym Andrzeja Kieruzalskiego
- Zespół instrumentalny pod dyrekcją Jarosława Kukulskiego

### Realizacja
- reżyser nagrania – Jacek Złotkowski
- operator dźwięku – Michał Gola

### Oprawa graficzna (oryg., LP)
- projekt graf. – Paweł Adamów